# ТелеПростір
TeleProstir.com — українське інтернет-видання. Основна тематика — телебачення. На сайті щоденно оновлюється стрічка новин, публікуються аналітичні статті, інтерв'ю, ексклюзивні фото- та відеоматеріали. У тестовому режимі на ресурсі  здійснюється онлайн-мовлення найкращих українських та світових телеканалів.
Сайт виступає одним з офіційних трансляторів Інтернет-марафонів «Четвертої  студії» («Віктор Янукович. Рік перший», «Революція. 7 років потому», «Віктор Янукович. Два роки умовно», «Віктор Янукович. Рік третій. Покращення»), висвітлює міжнародний пісенний конкурс Євробачення безпосередньо з місця події.

## Історія видання
Історія виникнення ресурсу датується 2006 роком. У вересні 2006-го було створено ресурс на домені www.juniorsat.org.ua, де розміщувався софт для супутникових тюнерів. 26 вересня 2008 року на місці старого ресурсу з'явився новий портал супутникового телебачення. Зі зміною дизайну та хостинг-провайдера змінилась і назва домену, яка у той час, на думку керівництва ресурсу, найкраще відповідала тематиці сайту. Портал запрацював на домені www.telesputnik.kiev.ua На ресурсі для користувачів було представлено чимало цікавої інформації: стрічка новин, таблиця частот, ключі до супутникових каналів, галерея. Варто відзначити, що на той момент ресурс www.telesputnik.kiev.ua був одним із небагатьох, який почав тестувати онлайн-мовлення українських та закордонних телеканалів в мережі інтернет.
В кінці літа 2009 року, після чималих дискусій щодо подальшого розвитку ресурсу, було вирішено змінити назву домену, щоб не створювати незручності більш розкрученому сайту російського журналу «Телеспутник» і не використовувати чужий бренд.
21 вересня 2009 року на розсуд користувачів всесвітньої павутини був представлений новий портал на домені www.teleprostir.com з слоганом «ТелеПростір — знає про телебачення все!». Сайт розпочав нове життя: змінився дизайн, хостинг-провайдер, система керування ресурсом.
26 вересня 2010 ресурсу TeleProstir.com виповнюється один рік! З цієї нагоди було проведо редизайн старої версії сайту.
Зміни торкнулися як самого дизайну, так і системи управління порталом.
На сайті запрацювала нова рубрика Спорт на ТБ, яка зосереджує увагу користувачів на головних спортивних подіях, які висвітлюватиме телебачення.
Зміни торкнулись і старих розділів — відтепер навігація у них стала простішою, а вся необхідна інформація — доступнішою. З'явився архів, який дозволяє з легкістю знайти відповідну статтю, знаючи дату публікації.
У даний час ресурс містить 7 розділів, які щоденно оновлюються найсвіжішою інформацією з світу ТБ.

## Контакти
- Головний редактор — Володимир Мула
- Мова видання — українська, російська.
- Е-адреса редакції — infoteleprostir.com
- ICQ редакції — 197-257-814